# ای‌پی‌سی اشنایدر الکتریک
ای‌پی‌سی اشنایدر الکتریک (انگلیسی: APC by Schneider Electric) شرکت تجهیزات الکتریکی آمریکایی است، که در سال ۱۹۸۱ توسط شرکت اشنایدر الکتریک تأسیس شد.
یکی از پیشروترین شرکت‌های جهان در زمینه راهکارهای برق اضطراری (UPS)، توزیع برق دیتاسنتر (PDU)، تجهیزات حفاظتی و مدیریت زیرساخت‌های فناوری اطلاعات است. این شرکت در سال ۱۹۸۱ در ایالات متحده تأسیس شد و پس از سال‌ها نوآوری در حوزه تجهیزات برق و شبکه، در سال ۲۰۰۷ به عنوان بخشی از اشنایدر الکتریک (Schneider Electric) ادغام شد.
محصولات این شرکت شامل:
- یو پی اس‌های آنلاین و لاین اینترکتیو برای تأمین برق پایدار
- واحدهای توزیع برق رکمونت (Rack PDU) برای مدیریت توزیع انرژی در دیتاسنترها
- سوئیچ‌های انتقال خودکار (ATS) برای ایجاد پایداری در سیستم‌های حیاتی
- تجهیزات خنک‌کننده و مانیتورینگ مراکز داده

## APC در ایران
در ایران، شرکت پیشرو شبکه پایا با مدیریت احسان فراهانی یکی از  تأمین‌کنندگان و مشاوران تجهیزات APC و اشنایدر الکتریک است. این شرکت با بیش از ۱۵ سال تجربه در صنعت شبکه و برق اضطراری، علاوه بر تأمین محصولات اصلی APC و Schneider Electric، خدمات مشاوره، طراحی، نصب و پشتیبانی فنی را نیز ارائه می‌دهد.
- مشارکت‌کنندگان ویکی‌پدیا. «APC by Schneider Electric». در دانشنامهٔ ویکی‌پدیای انگلیسی، بازبینی‌شده در ۲۱ مه ۲۰۲۱.